# Gottfried Lehmann

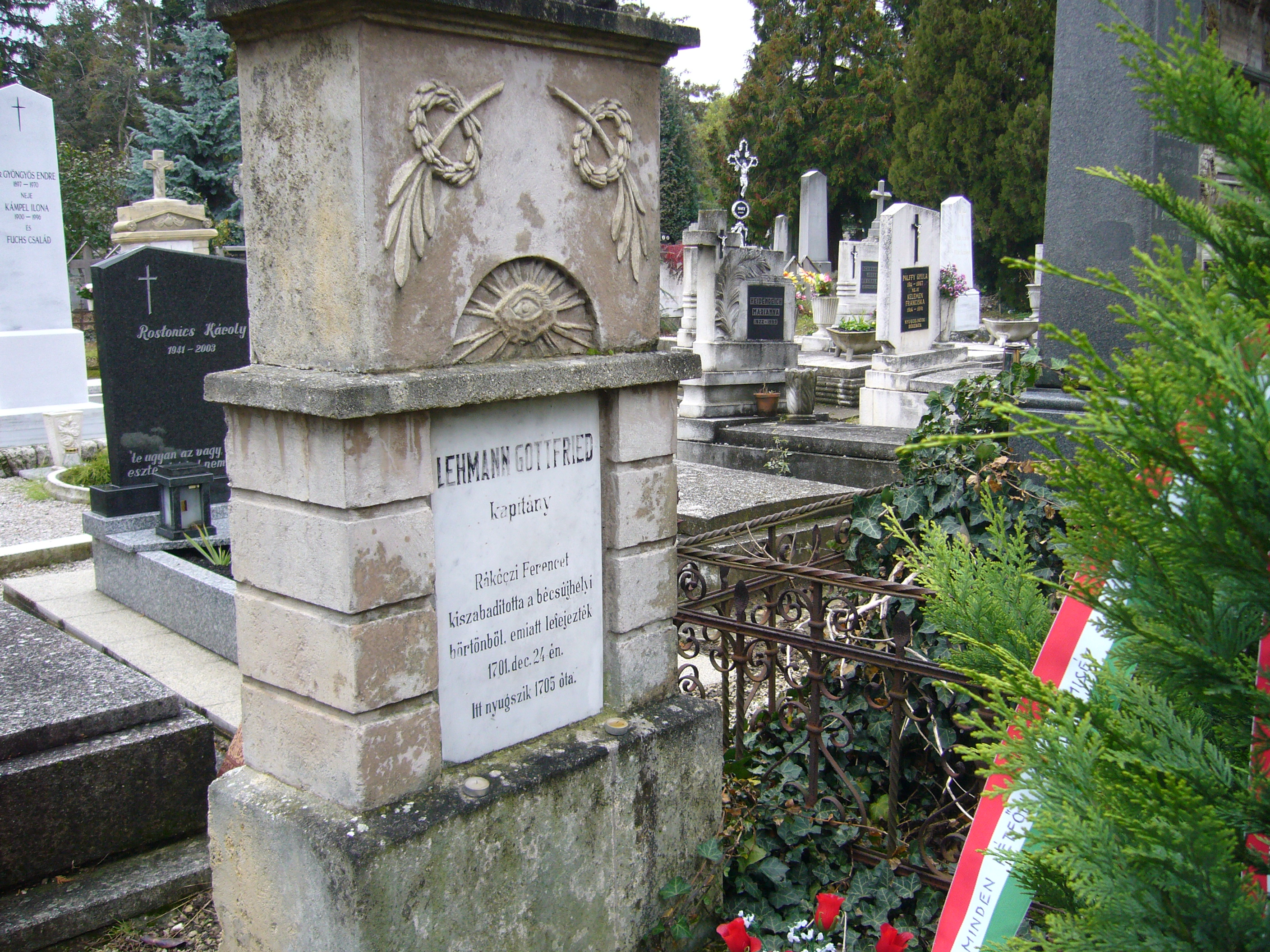
Lehmann kapitány sírja a kőszegi temetőben

Gottfried Lehmann von Lehensfeld (Pomeránia, 1664. január 10. – Bécsújhely, 1701. december 24.) porosz katonatiszt, aki a bécsújhelyi börtön parancsnokaként öccsével, Jakob Cristoph Lehmann-nal (1682? – ?) II. Rákóczi Ferenc szökésének kulcsembere volt, s ezért az életével fizetett.

## Élete
Pomerániai evangélikus nemesi család sarja. 1689-ben császári szolgálatba lépett, a Castelli-dragonyosezredben kapitányi rendfokozatig jutott előre. 1698/99 körül a bécsújhelyi jezsuiták hatására katolizált, majd hamarosan megnősült. Házasságából egy gyermek született.
1701 tavaszán az alsó-ausztriai Laxenburgban szolgált, s elnyerte a trónörökös, a későbbi I. József császár bizalmát. Valószínűleg e kapcsolatnak köszönhető, hogy az év májusában őt tették meg Rákóczi és a vele együtt letartóztatott politikai foglyok őrzésére rendelt katonaság parancsnokává.
Az I. Lipót császár parancsára 1701. április 18-án a nagysárosi kastélyában letartóztatott Rákóczi május 29-én érkezett a bécsújhelyi várba. Lehmann parancsnok kezdetben igen szigorúan őrizte a herceget, az étkezések alkalmával például személyesen vágta apróra a húst és a kenyeret, nehogy a fogolyhoz valamilyen elrejtett tárgyat csempészhessenek be. A bánásmódot azonban alapvetően az udvar utasításai határozták meg.
Időközben Rákóczi – miután megismerte az ellene emelt vádakat – meggyőződött arról, hogy (mai szóval) koncepciós per folyik ellene, amelynek a vége halálos ítélet vagy örökös fogság lesz, és egyetlen reménye a szökésben van. Nagyapja, Zrínyi Péter és más családtagjainak sorsa is ezt a véleményét erősítette. Ugyanerre a következtetésre jutott Rákóczi felesége, Sarolta Amália hessen–wanfriedi hercegnő is, aki hiába kért levélben segítséget több európai uralkodótól, s ezért hozzákezdett a szökés előkészítéséhez.
Lehmann véleménye és viselkedése fokozatosan változott meg, először amikor a porosz és az angol király követének levelét elolvasta. Rákóczi felesége közbenjárt az uralkodóknál, s ennek eredménye volt a követek levele, amelyben arról értesítették Rákóczit, hogy uralkodójuktól parancsuk van elősegíteni szabadulásának ügyét. A leveleket Rákócziné továbbította a börtönbe. Bár a porosz király segítségnyújtási szándéka nem volt komoly, érdeklődése két szempontból sem volt hiábavaló. Egyrészről befolyásolta Lehmannt, aki porosz alattvalónak tartotta magát, pillanatnyilag a császár szolgálatában, s most úgy vélte, hogy Rákóczi szabadulása az ő uralkodójának is érdeke. Másrészt felkeltette a könnyen befolyásolható Lipót császár bizalmas tanácsadójának, Wolf Frigyes jezsuita páternek az érdeklődését is, aki arra a meggyőződésre jutott, hogy Rákóczi elítélése nagypolitikai szempontból kedvezőtlen lenne, de az ügyének jobbra fordulása segítené az osztrák–porosz kapcsolatok javulását is. Wolf álláspontja Lehmann véleményére is kihatással volt.
Sarolta Amália hercegnő Lehmann fiatal öccsének, Jakob Cristoph zászlósnak a közvetítésével került kapcsolatba a kapitánnyal. Lehmann szigora az események hatására mind jobban enyhült. Segítette a fejedelem és felesége levelezését, s lehetővé tette, hogy Rákóczi az ablakon át beszéljen felesége megbízottjával. Maga is beszélgetni kezdett Rákóczival. A megnyerő, jó társalgó fejedelem hamar elnyerte a rokonszenvét, s egy idő után az a meggyőződése támadt, hogy Rákóczi ártatlan. Végül ő maga ajánlotta fel segítségét a szökéshez.
Rákóczi szökésére november 7-én este került sor. Ezt megelőzően október 24-én Sarolta Amália hercegnő Lehmann kapitány öccsének segítségével (de nyilvánvalóan a kapitány hozzájárulásával) felkereste a fejedelmet a börtönben, hogy megbeszéljék az akció részleteit. A szökés Lehmann és öccse aktív közreműködésével, kalandos körülmények között zajlott le. Rákóczi a kapitány szobájában öltözött át a dragonyostiszti egyenruhába, amelyben elhagyta a börtönt, s egy közeli háznál készen tartott lóra ülve jutott ki a városból.
Gottfried Lehmann kapitányt másnap letartóztatták. Kegyetlen büntetést kapott a szökés segítéséért: előbb kínvallatásoknak vetették alá, majd lefejezték, holttestét felnégyelték. 1705-ben a kurucok temették újra a kőszegi temetőben. Sírhelyét a Nemzeti Emlékhely és Kegyeleti Bizottság „A” kategóriában a Nemzeti sírkert részévé nyilvánította. Emlékét egy, a Szentsei-daloskönyvben fennmaradt kuruc ének is megőrizte:
„Haupmant Lemant volt az ű esztrázsája,

Idejében rajta szánokodója,

Maga vérével megszabadítója.
Haupmant Lemant érte fogva tartaték,

Végre teste Bécsben néggyé vágaték,

Rákócziért vére bűven kiomlék.”
A fiatal Lehmann zászlósnak azonban sikerült Lengyelországba szöknie. A kivégzett Lehmann kapitány özvegyének és Jakob Cristoph Lehmann-nak Rákóczi később életjáradékot folyósított.